# شون روبرتس (لاعب كريكت)
شون روبرتس (21 ديسمبر 1968 في نيوزيلندا - 27 مارس 2017) (بالإنجليزية: Sean Roberts)‏ هو لاعب كريكت نيوزلندي.

## وصلات خارجية
- شون روبرتس على موقع إي آس بي آن كريك إنفو (الإنجليزية)